# LLNM2
LLNM2 (abreviatura de Las Leyendas Nunca Mueren 2) es el cuarto álbum de estudio en solitario, y el quinto en general, del cantante puertorriqueño Anuel AA. Fue lanzado el 9 de diciembre de 2022, a través de Real Hasta la Muerte y Sony Music Latin. Anteriormente anunciado como EP con el título Me Fui de Gira, el proyecto sigue a su álbum de estudio Las leyendas nunca mueren (2021) como su segunda parte.
El álbum cuenta con colaboraciones de Omega, David Guetta, Jowell & Randy, De La Ghetto, Yailín La Más Viral, Bryant Myers, MVSIS, Kodak Black, Ñengo Flow, DaBaby, Treintisiete, Foreign Teck, Yovngchimi, Lil Durk, Nicky Jam, RobGz, Zion y Randy.

## Antecedentes
Tras el lanzamiento de su disco de estudio Las Leyendas Nunca Mueren, Anuel AA decidió grabar una segunda parte del disco. En abril del 2022 subió un video de su gira mundial Legends Never Die. Más tarde, anunció el nombre de una próxima reproducción extendida en una publicación de Instagram y anunció que incluiría seis o siete pistas. En múltiples publicaciones de Instagram, Anuel AA confirmó que unifica Las Leyendas Nunca Mueren 2 y el EP Me Fui de Gira en un álbum completo de estudio con el nombre LLNM2.

## Lanzamiento y promoción

### Sencillos
El primer sencillo del álbum fue «Malo», una colaboración con Zion y Randy lanzado el 14 de julio de 2022.  El segundo sencillo fue «Mercedes Tintia», lanzado el 25 de agosto de 2022.
Tras el éxito de «Mercedes Tintia», Anuel AA lanzó «Nosotros» el 8 de septiembre de 2022. El 14 de septiembre de 2022 lanzó el video de «Brother».
El 30 de septiembre de 2022 lanzó el video de «La 2blea». El video de «El Nene», una colaboración con Foreign Teck siguió el 27 de octubre de 2022.
El 1 de noviembre de 2022 lanzó el video de «Diamantes en Mis Dientes» con Yovngchimi. El video de «Si Yo Me Muero», con el productor puertorriqueño Mvsis, fue lanzado el 23 de noviembre de 2022.
El 1 de diciembre de 2022 lanzó el video de «Hoodie» con Bryant Myers.
El 9 de diciembre de 2022, justo el mismo día en que se lanzó el álbum, se lanzaron dos sencillos simultáneamente «La Máquina», una colaboración con Jowell & Randy y De la Ghetto, y «Vibra» que cuenta con la participación del DJ francés, David Guetta.
El 23 de diciembre de 2022 se lanzó el sencillo «Brrr» con un video musical.
El decimotercer sencillo del álbum fue «Sufro» lanzado el 27 de diciembre de 2022. Cuenta con la participación de Kodak Black y Ñengo Flow.
El último sencillo del álbum «Del Kilo» se lanzó el 4 de enero de 2023 con un video musical. Es una colaboración con Treintisiete y Yailín La Más Viral.

## Premios y nominaciones
| Año  | Ceremonia                | Categoría                         | Resultado |
| ---- | ------------------------ | --------------------------------- | --------- |
| 2023 | Premios Tu Música Urbano | Álbum del año - Artista masculino | Nominado  |
| 2023 | Premios Juventud         | Mejor Álbum Urbano Masculino      | Nominado  |

## Listado de pistas
| Lista de canciones del álbum "LLNM2" |                                                                          | | |          |  |
| N.º                                  | Título                                                                   | Escritor(es) | Productor(es) | Duración |  |
| 1.                                   | «Brrr»                                                                   | Emmanuel Gazmey Santiago | EZ Made da Beat • Havoc • EQ el Equalizer • Ricardo Sangiao                                                                         | 3:36     |  |
| 2.                                   | «Borracha & Loca»                                                        | Emmanuel Gazmey Santiago • Antonio Peter de la Rosa | Chris Jedi • Gaby Music • Dímelo Ninow                                                                                              | 2:56     |  |
| 3.                                   | «Vibra» (con David Guetta)                                               | Emmanuel Gazmey Santiago • Pierre David Guetta • Jakke Erikson • Mike Hawkins • Tobias Sjøgreen Frederiksen • Emmanuel Sosa Pagán | David Guetta • Jakke Erixson • Mike Hawkins • Thor • Toby Green • Colla                                                             | 2:33     |  |
| 4.                                   | «La Máquina» (con Jowell & Randy y De La Ghetto con Yailín La Más Viral) | Emmanuel Gazmey Santiago • Joel A. Muñoz Martínez • Randy Ariel Ortiz Acevedo • Rafael Castillo Torres • Georgina Guillermo Díaz • William Manzano • Carlos R. Pérez Calderón • Félix John Rivera Pérez • Freddy Montalvo Jr. • Javier Alexis Marcano Rodríguez • Vladimir Corporan • José Carlos Cruz • Julián I. Sánchez Leal • Mélony Nathalie Redondo • Mervin Maldonado Arce • Nickala Brian Turner • Vladimir Félix Velásquez • William Giovanni Manzano Serrano • William Gio Manzano Serrano | DJ Blass • JS Beatz • Mista Greenzz • Súbelo NEO • Late Night Cartel • Goose the Guru • Cashtro • EQ el Equalizer • Ricardo Sangiao | 4:56     |  |
| 5.                                   | «Hoodie» (con Bryant Myers)                                              | Emmanuel Gazmey Santiago • Bryan Robert Rohena Pérez | Chris Jedi • Gaby Music • Dímelo Ninow • Marshak • Sleezyotb                                                                        | 4:10     |  |
| 6.                                   | «Si Yo Me Muero» (con Mvsis)                                             | Emmanuel Gazmey Santiago | Mvsis • Alexer • AndoConJon • Colla                                                                                                 | 3:19     |  |
| 7.                                   | «Sufro» (con Kodak Black y Ñengo Flow)                                   | Emmanuel Gazmey Santiago • Bill Kahan Kapri • Edwin Rosa Vázquez • Michael Hernández • Giencarlos Rivera • Jonathan Rivera • Edgar Ferrera • Omar Alfano • Gabriel Armando Mora Quintero | Foreign Teck • MadMusick • SkipOnDaBeat • Dime Ecua • Yan Mad • Yon Mad                                                             | 4:36     |  |
| 8.                                   | «Las Jordan»                                                             | Emmanuel Gazmey Santiago • Jordan (PR) • Martín Rodríguez Vicente | Cromo X • Gabriel Domenic • Lil Geniuz • EQ el Equalizer • Ricardo Sangiao                                                          | 4:03     |  |
| 9.                                   | «Wakanda» (con DaBaby)                                                   | Emmanuel Gazmey Santiago • Jonathan Lyndale Kirk | Súbelo NEO • Lil Geniuz • Lanalizer • Cromo X                                                                                       | 3:30     |  |
| 10.                                  | «Somo Así»                                                               | Emmanuel Gazmey Santiago • Raven Torres • Robert Martínez Lebron | Chris Jedi • Gaby Music • Dímelo Ninow                                                                                              | 3:26     |  |
| 11.                                  | «Me Siento HP»                                                           | Emmanuel Gazmey Santiago | Smash David • Bugz Ronin • Dim Crux • Lil Geniuz • Argel Beatz • Dime Ecua • Digital Jet                                            | 3:48     |  |
| 12.                                  | «Del Kilo» (con Treintisiete y Yailín La Más Viral)                      | Emmanuel Gazmey Santiago • Yeuri Ramírez • Georgina Guillermo Díaz | Leo RD | 3:46     |  |
| 13.                                  | «Contra la Corriente»                                                    | Emmanuel Gazmey Santiago | SkipOnDaBeat • EZ Made da Beat • Prida • Al Cres • Dim Crux • Dime Ecua                                                             | 3:30     |  |
| 14.                                  | «Mintiendo»                                                              | Emmanuel Gazmey Santiago | Lil Geniuz | 3:35     |  |
| 15.                                  | «El Nene» (con Foreign Teck)                                             | Emmanuel Gazmey Santiago • Michael Hernández • Carlos Suárez • Corte Ellis • Dejan Nikolic • Ervin Quiroz • Frank Polonia • Jorge Luis Pérez Jr • Tyshane Thompson | Foreign Teck • Beam • Nik Dean • Dim Crux • Colla                                                                                   | 3:00     |  |
| 16.                                  | «Diamantes en Mis Dientes» (con Yovngchimi)                              | Emmanuel Gazmey Santiago • Ángel Javier Avilés Monzón | EZ Made da Beat • Prida • EQ el Equalizer                                                                                           | 5:44     |  |
| 17.                                  | «Teteo»                                                                  | Emmanuel Gazmey Santiago • Carlos Enrique Ortiz-Riviera • Juan G. Rivera-Vázquez • Nino Karlo Segarra Sánchez • Jorge Cedeño Echevarria | Chris Jedi • Gaby Music • Dímelo Ninow • Dulce Como Candy                                                                           | 3:21     |  |
| 18.                                  | «Monstruo»                                                               | Emmanuel Gazmey Santiago | Mvsis • Misael de la Cruz • Albert Hype                                                                                             | 3:55     |  |
| 19.                                  | «Mercedes Tintia»                                                        | Emmanuel Gazmey Santiago • Freddy Montalvo Jr. • José Carlos Cruz • Gabriel Armando Mora Quintero | Súbelo NEO | 3:15     |  |
| 20.                                  | «1.º» (con Lil Durk)                                                     | Emmanuel Gazmey Santiago • Durk Derrick Banks | Ricci Riera • Dim Crux • Colla | 3:28     |  |
| 21.                                  | «Mientes» (con Nicky Jam)                                                | Emmanuel Gazmey Santiago • Nick Rivera Caminero | Lil Geniuz • Stivenz Beats • Súbelo NEO                                                                                             | 3:32     |  |
| 22.                                  | «40»                                                                     | Emmanuel Gazmey Santiago • Emmanuel Sosa Pagán | Hydro • Bassyy | 3:31     |  |
| 23.                                  | «La 2blea»                                                               | Emmanuel Gazmey Santiago | Foreign Teck • Mvsis • Misael de la Cruz • Bass Charity • Colla                                                                     | 5:25     |  |
| 24.                                  | «Sin Ti»                                                                 | Emmanuel Gazmey Santiago • Jesús Manuel Benítez Hiraldo | Súbelo NEO • Lil Geniuz • Botlok • Ammu-Nation                                                                                      | 3:42     |  |
| 25.                                  | «Airbnb» (con RobGz)                                                     | Emmanuel Gazmey Santiago • Robert Lasso Santisteban • Irving Reyes | Young Hollywood • Dime Ecua • Irving Reyes                                                                                          | 4:14     |  |
| 26.                                  | «Ascensor»                                                               | Emmanuel Gazmey Santiago | Chris Jedi • Gaby Music | 3:12     |  |
| 27.                                  | «Anuel & Emmanuel»                                                       | Emmanuel Gazmey Santiago | Foreign Teck • SkipOnDaBeat • EQ el Equalizer • EZ Made da Beat • Prida • Al Cres • Colla                                           | 4:38     |  |
| 28.                                  | «Tú Lo Sabes»                                                            | Emmanuel Gazmey Santiago | Mvsis • Misael de la Cruz • Keanu Beats • Scxtt                                                                                     | 3:57     |  |
| 29.                                  | «Coroné»                                                                 | Emmanuel Gazmey Santiago • Jordan (PR) | DatBoiGetro • Andyr • Minor2Go • Max Borghetti                                                                                      | 3:20     |  |
| 30.                                  | «Tiene Novio»                                                            | Christian Adorno • Daniel Mizrahi • Emmanuel Gazmey Santiago • Ervin Quiroz • Joan Antonio González Marrero • Jordan Emil Miranda Rivera • Juan José Botero • Max Borghetti | Mantra • Max Borghetti • Lil Geniuz • Dim Crux • Irving Reyes                                                                       | 3:14     |  |
| 31.                                  | «Nosotros»                                                               | Misael De La Cruz Reynoso • Emmanuel Gazmey Santiago | Mvsis • Misael de la Cruz • Elikai • Cheo Legendary • EQ el Equalizer • Wain • Jaycen Joshua                                        | 4:22     |  |
| 32.                                  | «Malo» (con Zion y Randy)                                                | Emmanuel Gazmey Santiago • Félix Gerardo Ortiz Torres • Randy Ariel Ortiz Acevedo | J. Castle • Kronix Magical • Mauro                                                                                                  | 4:15     |  |
| 33.                                  | «Brother»                                                                | Emmanuel Gazmey Santiago | Splitmind • Dim Crux • EQ el Equalizer • Hide Miyabi • Max Borghetti • Mundito High Class • Steven Shaeffer                         | 3:29     |  |
| 126:00                               |                                                                          | | |          |  |

## Posicionamiento en listas
| Lista (2022)                            | Mejor posición |
| --------------------------------------- | -------------- |
| España (PROMUSICAE)                     | 8              |
| EE. UU. Billboard 200                   | 30             |
| EE. UU. Top Latin Albums (Billboard)    | 2              |
| EE. UU. Latin Rhythm Albums (Billboard) | 2              |

## Certificaciones
| País                  | Certificación         | Ventas  |
| --------------------- | --------------------- | ------- |
| Estados Unidos (RIAA) | Platinum × 3 (Latino) | 180.000 |